# Aeroporto Internazionale di Sinferopoli
L'Aeroporto Internazionale di Sinferopoli (IATA: SIP, ICAO: UKFF) (in russo Международный аэропорт Симферополь?, Meždunarodnyj aèroport Simferopol', in ucraino Міжнародний аеропорт Сімферополь?) è un aeroporto internazionale civile situato a 17 chilometri a nord-ovest dal centro della città di Sinferopoli, in Crimea, territorio conteso tra Russia e Ucraina.

## Storia
Il 21 gennaio 1936, il Consiglio dei commissari del popolo della Repubblica autonoma di Crimea decise di iniziare la costruzione dell'aeroporto di Sinferopoli. I collegamenti aerei tra Mosca e Sinferopoli furono aperti nel maggio di quello stesso anno. Prima della seconda guerra mondiale, i voli tra la capitale sovietica e la Crimea facevano scalo a Kiev o Kharkov.
Nel 1957 fu costruito un terminal passeggeri. L'aeroporto è stato poi utilizzato da Il-12, Il-14 e Mil Mi-4. Nel 1960, fu realizzata una pista di cemento. Nuovi aerei come gli An-10 e gli Il-18 sono arrivati all'aeroporto.
Dal 1964 transitano nell'aeroporto anche gli Antonov An-24. Nel 1977 iniziò la costruzione della seconda pista, poi completata nel 1982, progettata per essere utilizzabile dagli aerei Il-86, Il-76, Il-62 e Tu-154. Negli anni seguenti, gli IL-86 fecero una media di 5,6 voli giornalieri per Mosca.
All'inizio degli anni 2000, la vecchia pista 01R/19L, ormai obsoleta, è stata dismessa. La pista costruita nel 1982 è oggi l'unica in uso come 01/19; la sua lunghezza e larghezza le permettono di accogliere aerei pesanti.
Nel 2014, durante la crisi di Crimea, l'aeroporto è stato sequestrato il 28 febbraio dalle truppe filorusse. Lo spazio aereo della Crimea è rimasto chiuso e il traffico aereo è stato interrotto per due giorni. L'11 marzo le truppe filorusse hanno preso la torre di controllo e chiuso lo spazio aereo della Crimea fino alla fine della settimana. Il volo internazionale ucraino PS65 è dovuto tornare a Kiev poco prima dell'atterraggio.
Negli anni seguenti, l'aeroporto ha visto il suo traffico crescere da uno a cinque milioni di passeggeri rendendo così necessaria la costruzione di un nuovo terminal più grande per sostituire due vecchi. Il 16 aprile 2018, il nuovo terminal di 78.000 m² è stato così messo in funzione, sostituendo i due vecchi terminal che erano diventati troppo piccoli.

## Dati tecnici
La struttura, posta all'altitudine di 195 m (639 ft), è dotata di una pista in calcestruzzo, lunga 3701 m e larga 60 m con orientamento 01L/19R, e di terminal separati per i voli nazionali ed internazionali.

## Statistiche

### Numero dei passeggeri
Questo grafico non è disponibile a causa di un problema tecnico.
Si prega di non rimuoverlo.
Vedi la query Wikidata di origine.
| Passeggeri in transito | Passeggeri in transito | Passeggeri in transito | Passeggeri in transito | Passeggeri in transito | Passeggeri in transito | Passeggeri in transito | Passeggeri in transito | Passeggeri in transito | Passeggeri in transito | Passeggeri in transito | Passeggeri in transito | Passeggeri in transito | Passeggeri in transito | Passeggeri in transito | Passeggeri in transito | Passeggeri in transito | Passeggeri in transito | Passeggeri in transito | Passeggeri in transito | Passeggeri in transito |
| Anno                   | 1991                   | 1991                   | 2008                   | 2008                   | 2009                   | 2009                   | 2010                   | 2010                   | 2011                   | 2011                   | 2012                   | 2012                   | 2013                   | 2013                   | 2014                   | 2014                   | 2015                   | 2015                   | 2016                   | 2016                   |
| ---------------------- | ---------------------- | ---------------------- | ---------------------- | ---------------------- | ---------------------- | ---------------------- | ---------------------- | ---------------------- | ---------------------- | ---------------------- | ---------------------- | ---------------------- | ---------------------- | ---------------------- | ---------------------- | ---------------------- | ---------------------- | ---------------------- | ---------------------- | ---------------------- |
| In migliaia            | Aumento                | 5200                   | Diminuzione            | 855                    | Diminuzione            | 751                    | Aumento                | 845                    | Aumento                | 964                    | Aumento                | 1114                   | Aumento                | 1204                   | Aumento                | 2800                   | Aumento                | 5018                   | Aumento                | 5,201                  |